# فيلي كلوتس
فيلي كلوتس (بالإنجليزية: Willie Klutse)‏ هو لاعب كرة قدم غاني في مركز الهجوم، ولد في القرن العشرين. شارك مع منتخب غانا لكرة القدم.